# Vit grenbrosking
Vit grenbrosking (Marasmiellus candidus) är en svampart som först beskrevs av James Bolton, och fick sitt nu gällande namn av Rolf Singer 1948. Enligt Catalogue of Life ingår Vit grenbrosking i släktet Marasmiellus,  och familjen Marasmiaceae, men enligt Dyntaxa är tillhörigheten istället släktet Marasmiellus,  och familjen Omphalotaceae. Arten är reproducerande i Sverige. Inga underarter finns listade i Catalogue of Life.